# Baishan, Heilongjiang
Baishan (kinesiska: 白山) är en köping i Kina. Den ligger i provinsen Heilongjiang, i den nordöstra delen av landet, omkring 310 kilometer nordväst om provinshuvudstaden Harbin. Antalet invånare är 25 858. Befolkningen består av 12 772 kvinnor och 13 086 män. Barn under 15 år utgör 17,0 %, vuxna 15-64 år 75 %, och äldre över 65 år 7,0 %.
Runt Baishan är det ganska tätbefolkat, med 93 invånare per kvadratkilometer. Närmaste större samhälle är Longjiang, 8,6 km nordväst om Baishan. Trakten runt Baishan består till största delen av jordbruksmark.
Genomsnittlig årsnederbörd är 706 millimeter. Den regnigaste månaden är juli, med i genomsnitt 227 mm nederbörd, och den torraste är februari, med 7 mm nederbörd.